# قتل ۳
قتل ۳ (به هندی: Murder 3) فیلمی محصول سال ۲۰۱۳ و به کارگردانی ویشش بات است. در این فیلم بازیگرانی همچون راندیپ هودا، ادیتی رائو حیدری، سارا لورن ایفای نقش کرده‌اند.
این فیلم دنباله فیلم‌های قتل و قتل ۲ است.